# Valdres

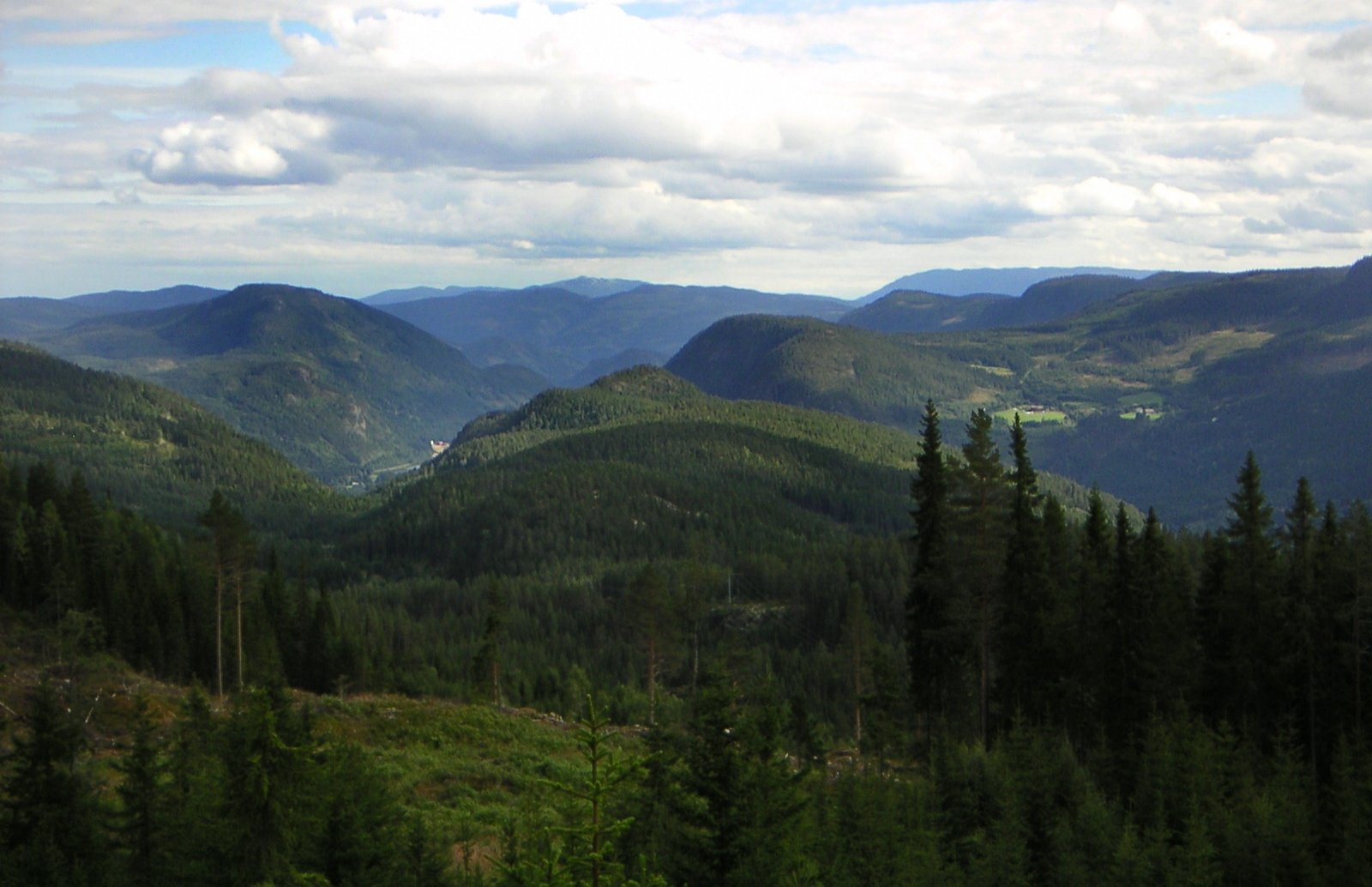

Valdres is een district in centraal Noorwegen. Het ligt tussen het Gudbrandsdal en Hallingdal. Administratief behoort het tot de provincie Innlandet.
Het bestaat uit de gemeenten Nord-Aurdal, Sør-Aurdal, Øystre Slidre, Vestre Slidre, Vang en Etnedal. De grootste stad is Fagernes, waar ook een vliegveld is. Rivieren zijn de Begna en Etna. Door Valdres loopt de weg de RV 51. Voorheen was er ook nog de spoorweg Valdresbanen (gesloten in 1988). Het Valdres Folkemuseum is een openluchtmuseum met historische gebouwen uit de streek.